# Reformovaná křesťanská církev na Slovensku

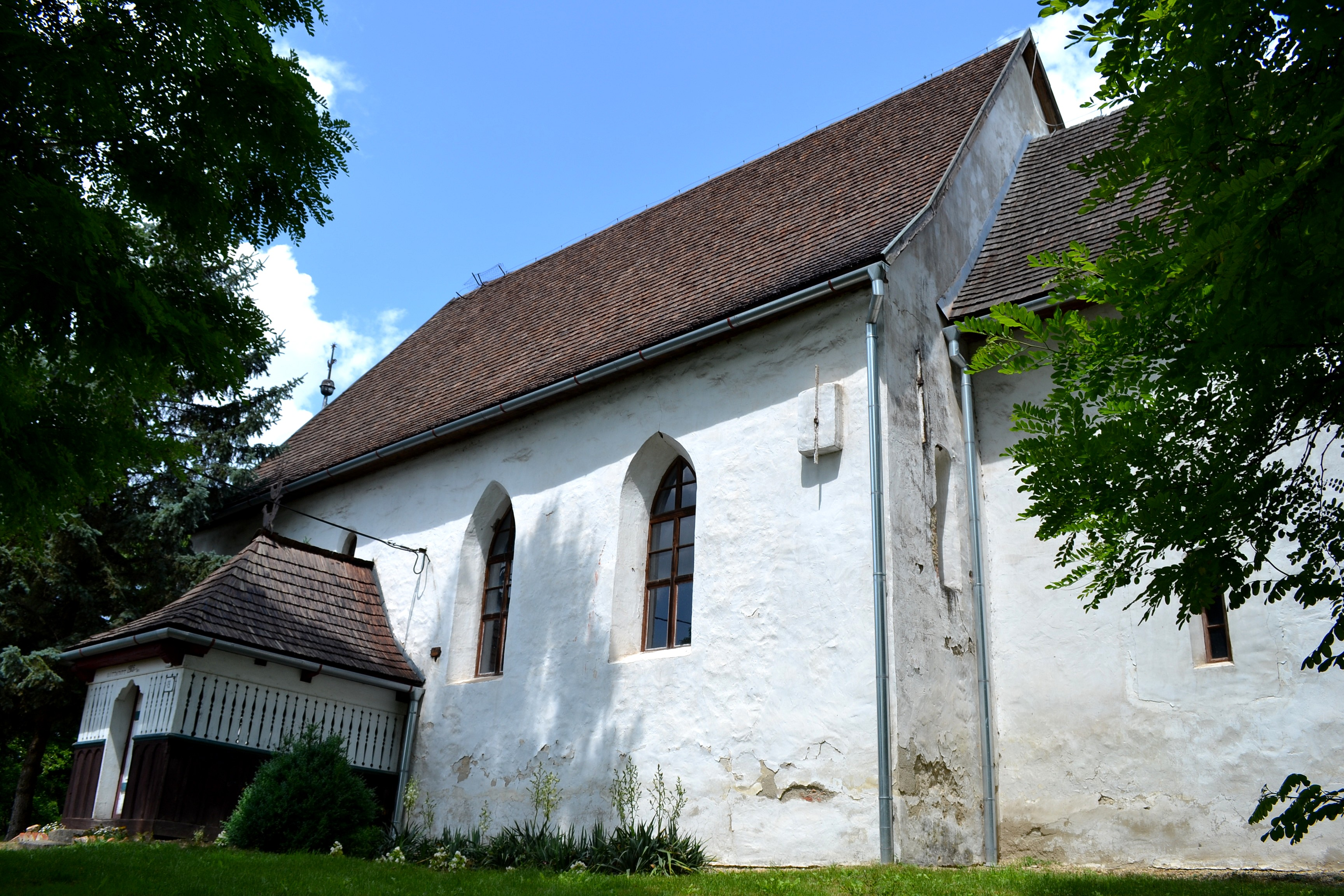
Reformovaný kostel v obci Žíp

Reformovaná křesťanská církev na Slovensku (slov. Reformovaná kresťanská cirkev na Slovensku, maď. Szlovákiai Református Keresztény Egyház) je kalvínská církev na Slovensku. Hlásí se k ní asi 2% obyvatelstva Slovenské republiky (98 787 obyvatel dle sčítání roku 2011); je charakteristická tím, že je jazykově většinově maďarská.
Církev má presbyterně-synodní zřízení; v jejím čele stojí biskup (což je v rámci reformovaných církví spíše výjimečné) a generální kurátor. Je tvořena devíti senioráty, z nichž dva jsou slovenské a sedm je maďarských.
Ústředí církve se nachází v Komárně.
Církev má misijní stanice v Praze a v Brně.

## Historie
- 1567 synoda v Debrecínu, kde se přihlásila k reformačnímu směru reprezentovaného Janem Kalvínem
- 1918 po rozpadu Rakousko-Uherska vznikla na Slovensku samostatná reformovaná křesťanská církev
- 1938 přičlenění části Slovenka k Maďarsku, kde byla většina sborů, po válce došlo k vysídlení věřících maďarské národnosti do Maďarska nebo západních Čech
- 1948 vláda uznává RKC
- 1952 ratifikace církevní ústavy, avšak život církve je brzděn ateistickým charakterem společnosti
- 1989 rozvoj života církve